# Boves West Communal Cemetery
Boves West Communal Cemetery is een begraafplaats gelegen in de Franse plaats Boves (Somme) (Somme). De militaire graven worden onderhouden door de Commonwealth War Graves Commission.
De begraafplaats telt 63 geïdentificeerde graven waarvan 51 Gemenebest graven uit de Eerste Wereldoorlog en 12 overige graven uit de Eerste Wereldoorlog.